# Pterolophia binaluanica
Pterolophia binaluanica là một loài bọ cánh cứng trong họ Cerambycidae.